# Naturbarn
"Naturbarn" är en sång skriven av Povel Ramel.
Visan ingick i Knäppupprevyn Knäppupp III - Tillstymmelser 1956-1957 och sjöngs av Ramel själv och Flickery Flies. På scen blev sången ofta extra lång och kunde ta allt från 9 till 20 minuter; detta eftersom improvisationer förekom – bland annat en bananaduell mellan Ramel och Flickery Flies-medlemmen Oscar Rundqvist. Sången skrevs en natt 1956, samma natt som Ramel även skrev Fat Mammy Brown (till samma revy).
Låten spelades in på skiva den 18 mars 1957 och utgavs som singel i maj samma år med "Sorglösa brunn" som B-sida. Låtarna dirigerades av Allan Johansson och på B-sidan medverkade även Brita Borg. "Naturbarn" har senare spelats in av Hep Stars och Östen med Resten.
Inför en turné år 2000 ändrades texten från "Icke tycka om turist, tycka turist trist" till "Icke tycka om rasist, tycka rasist trist".
Sången är en av titlarna i boken Tusen svenska klassiker (2009).